# Nonconformismo

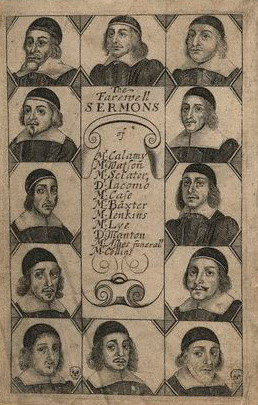
Prima pagina di una raccolta di sermoni di Farewell predicati dai ministri nonconformisti nelle loro parrocchie nel 1662.

Nella storia della chiesa britannica, il nonconformismo fu una forma di protestantesimo "non conforme" alla governance e agli usi della Chiesa Anglicana. Il termine venne utilizzato in particolare dopo la Restaurazione della monarchia inglese nel 1660, quando l'Atto di uniformità del 1662 ristabilì le forme della Chiesa Anglicana. Dalla fine del XIX secolo il termine specificamente incluse dei cristiani riformati (presbiteriani, congregazionalisti e calvinisti) oltre a battisti e metodisti. Alcuni dissidenti anglicani come i puritani che violarono l'Act of Uniformity 1559 con pratiche tipicamente radicali, talvolta separatiste, venivano etichettati come nonconformisti.
Secondo la legge e i costumi sociali, i nonconformisti erano ristretti in molte sfere della vita pubblica, dai pubblici uffici, dal servizio civile, dalle università. In Inghilterra e Galles sul finire del XIX secolo i nuovi termini di "free churchman" e "Free Church" iniziarono a sostituire termini come "dissenter" o appunto "nonconformisti".
Un famoso ministro nonconformista nella storia inglese fu Matthew Henry, il quale a partire dal 1710 pubblicò un suo Commentario ancora oggi utilizzato. Isaac Watts fu anch'egli un nonconformista i cui inni religiosi vennero poi cantati anche da altre confessioni religiose cristiane.
Non va confuso con la pratica sociale dell'anticonformismo.

## Origini
L'Atto di uniformità del 1662 richiedeva agli uomini di chiesa in Inghilterra di utilizzare tutti i riti e le cerimonie prescritte dal Book of Common Prayer. Esso richiedeva inoltre l'ordinazione episcopale per tutti i ministri della chiesa d'Inghilterra, un elemento particolarmente odiato dai puritani, la fazione della chiesa inglese che era stata predominante nella guerra civile inglese e durante l'Interregno. Come conseguenza di questo atto, quasi 2000 membri del clero vennero estromessi dalla chiesa ufficiale per essersi rifiutati di attenersi alle regole della legge, evento storicamente noto come Great Ejection. La Great Ejection creò nel contempo la nascita dei "nonconformisti".
I nonconformisti divennero quindi quei soggetti appartenenti a una chiesa non-anglicana o non-cristiana. Più generalmente, una qualsiasi persona che avesse invocato la libertà di religione veniva definita un "nonconformista". Le norme restrittive della legge raccolte nel codice Clarendon e nelle leggi penali dello stato escludevano categoricamente ai nonconformisti al partecipazione alla gestione della cosa pubblica e dei benefici della cittadinanza, così come le lauree universitarie e il tutto permanette per un secolo e mezzo. Culturalmente, però, la discriminazione culturale in Inghilterra e Galles perdurò anche per più tempo.
Presbiteriani, Congregazionalisti, Battisti, Calvinisti, altri gruppi di "riformati" e organizzazioni minori, si identificavano con un atteggiamento nonconformista secondo le leggi, a cui si aggiunsero Metodisti, Unitariani, Quaccheri, Plymouth Brethren e Moraviani.
Dopo l'Act of Toleration (1689), i nonconformisti vennero esentati dall'essere penalizzati da alcune disposizioni, come ad esempio vennero sollevati dall'obbligo di prendere parte alle messe della chiesa anglicana.
Un censimento sulla religione tenutosi nel 1851 rivelò che i nonconformisti costituivano circa la metà dei credenti. Nelle grandi aree manifatturiere, i nonconformisti addirittura superavano gli aderenti alla Chiesa d'Inghilterra. In Galles nel 1850, il nonconformismo era più diffuso della religione anglicana. Si rilevò dal censimento che essi erano cresciuti in particolare tra la borghesia cittadina.

## Coscienza nonconformista
Gli storici distinguono due categorie di dissidenti, o nonconformisti, in relazione alla chiesa d'Inghilterra. 
Gli "Old Dissenters", datati al XVI-XVII secolo, includono i Battisti, i Congregazionalisti, i Quaccheri, gli Unitariani e i Presbiteriani al di fuori della Scozia. I "New Dissenters" emersero invece nel XVIII secolo ed erano perlopiù Metodisti. Col termine di "coscienza nonconformista" si definisce quindi la loro sensibilità morale che tentarono di porre nelle politiche nazionali a loro favore e riconoscimento. La "coscienza nonconformista" del gruppo dei vecchi dissidenti enfatizzava la libertà religiosa e l'equità, la giustizia e l'opposizione alle discriminazioni, agli obblighi e alle costrizioni. I nuovi dissidenti avevano invece precetti sulla moralità, inclusa la sessualità, i valori della famiglia, la tolleranza ed il rispetto del sabato. Entrambe le fazioni furono sempre molto attive politicamente, e sino alla metà del XIX secolo il gruppo degli "Old Dissenters" supportò perlopiù i politici Whigs ed i Liberali, mentre il gruppo dei "New" supportò il partito Conservatore, cambiando poi sul finire del secolo per dare sostegno al partito liberale. Il risultato fu l'emersione di due gruppi che ponevano la religione come cardine della politica e della società. Dal 1914 i due schieramenti si erano però già indeboliti e dagli anni '20 erano considerati ormai completamente superati.
Nel corso del XVIII e del XIX secolo, i nonconformisti predicavano la devozione al duro lavoro, alla temperanza, alla frugalità. Un giornale degli Unitariani, il Christian Monthly Repository, commentava a tal proposto nel 1827:

### Donne
L'emergente classe borghese prevedeva sfere separate secondo le quali le donne avrebbero dovuto evitare la politica, il lavoro pagato, il commercio e persino il parlare in pubblico. Esse avrebbero invece dovuto dominare il reame della vita domestica, focalizzare i loro sforzi nella vita famigliare, nella cura del marito, dei figli, della casa, della religione e della morale. Anche la religiosità era una caratteristica di attinenza tipicamente femminile, e le chiese nonconformiste offrirono anche dei ruoli a quelle donne che decidevano di aderirvi. Ad esse era infatti permesso di insegnare nelle scuole della parola il sabato, di visitare i poveri e gli ammalati, di raccogliere denaro e di distribuirlo col cibo, di supportare i missionari, di tenere incontri, di pregare con altre donne e addirittura di predicare di fronte a pubblici misti.

## Politica

### La rimozione delle limitazioni
Il parlamento inglese aveva nei secoli imposto una serie di limitazioni ai nonconformisti che evitavano loro di occupare incarichi pubblici, mentre li obbligava a pagare le tasse alla chiesa anglicana locale, ad essere sposati da ministri anglicani e ad evitare di poter conseguire lauree presso i collegi di Oxford o Cambridge. I dissidenti richiesero più volte la rimozione di queste limitazioni politiche e civili. Gli anglicani resistettero strenuamente sino al 1828. Il Test Act del 1673 aveva reso illegale per chiunque non ricevere la comunione dalla Chiesa d'Inghilterra e mantenere un ufficio presso la Corona. Il Corporation Act del 1661 estese tale prescrizione anche agli uffici dei governi municipali. Nel 1732, i nonconformisti della città di Londra decisero di costituirsi in associazione, la Dissenting Deputies, per assicurarsi che la loro voce venisse ascoltata in maniera forte. I membri dell'associazione divennero un gruppo sofisticato e lavorarono coi liberali whigs per giungere infine al 1828.
Tolte le limitazioni, rimaneva il problema delle tasse locali che venivano raccolte dalle parrocchie per la costruzione di chiese anglicane in Inghilterra e nel Galles. Si tentò la strada della disobbedienza civile, ma questa portò solo a incarcerazioni e processi. Questi obblighi vennero infine aboliti nel 1868 da William Ewart Gladstone, ed i pagamenti vennero resi volontari e non più obbligatori. Mentre Gladstone era un evangelico moralista interno alla chiesa d'Inghilterra, dava comunque un supporto forte alla comunità nonconformista inglese. La questione dei matrimoni venne risolta col Marriage Act 1836 che permise anche ai governi locali di gestire i vari casi di matrimoni. I nonconformisti, nelle loro cappelle, potevano sposare coppie alla sola presenza del registro civile. Nel 1836, del resto, i registri erano passati agli ufficiali di stato civile dalle parrocchie dove da secoli venivano compilati. Le sepolture risultarono un problema più complesso in quanto i cimiteri erano tradizionalmente di competenza della chiesa anglicana. Il Burials Act del 1880 permise infine anche la sepoltura dei nonconformisti nei cimiteri anglicani.

### Diritto di voto
Dal 1660, diversi nonconformisti protestanti giocarono un ruolo importante nella politica inglese.
La causa dei nonconformisti fu sempre molto legata al partito Whig, all'insegna delle libertà civili e religiose. Dopo che il Test and Corporation Acts venne ritirato nel 1828, tutti i nonconformisti eletti al parlamento si schierarono coi Liberali.
I nonconformisti mantennero la loro influenza politica sino agli anni '20 del Novecento. L'ascesa del Partito Laburista ridusse la forza dei Liberali e quindi anche dei nonconformisti scesi in politica e delle loro idee. Nel frattempo, la chiesa anglicana continuò a rappresentare un bastione inattaccabile del partito conservatore. Sul fronte irlandese, gli anglicani supportarono notevolmente gli unionisti, mentre i nonconformisti i separatisti.

## Oggi
Attualmente, le chiese protestanti indipendenti dalla Chiesa d'Inghilterra o Presbiteriana sono spesso definite come "libere chiese" ("free churches"), col termine "libere" inteso come sollevate dal controllo dello stato, autocefale. Questo termine viene alternato a quello di "nonconformista". In Scozia, la chiesa episcopale scozzese è considerata nonconformista (malgrado la sua controparte inglese sia accettata come legittima) ed in Inghilterra la United Reformed Church, un'unione composta da presbiteriani e congregazionalisti, è in una posizione analoga.
In Galles, dove la tradizione nonconformista ha radici molto lontane, l'influenza dei nonconformisti ha preso piede nel corso degli anni sino alla fondazione, nel 1920, della Chiesa del Galles.
La secolarizzazione del XX secolo ha fatto sì che in Gran Bretagna rimanessero solo pochi nonconformisti.